# 순위
순위(順位)는 다양한 장르와 개인, 단체에 순서를 나타내는 위치나 지위이다. 일반적으로 순위표는 조사 대상의 어떤 활동 (구매 건수 및 의사 표시 횟수 등)의 수치를 집계하고 표 또는 그래프로 한 것을 가리킨다. 다른 의미로는 자리매김, 차례, 순서, 랭킹(ranking), 서열이라고 가리킨다.
순서수열의 세세히 측정하는 일을 줄임으로써 순위는 특정 기준에 의거하여 복잡한 정보를 평가하는 것을 가능하게 한다.
순위에 의해 수집된 데이터 분석은 보통 비모수 통계를 요구한다.

## 예
- FIBA 랭킹
- FIFA 랭킹 · FIFA 여자 랭킹
- 빌보드 순위
- 프로야구 순위
- 각종 스포츠리그 순위

## 같이 보기
- 순서형 데이터